# Hesperophantia acuminata
Hesperophantia acuminata är en insektsart som först beskrevs av Melichar 1902.  Hesperophantia acuminata ingår i släktet Hesperophantia och familjen Flatidae. Inga underarter finns listade i Catalogue of Life.